# Gian Paolo Borghetti
Gian Paolo Borghetti (Corsicaans: Ghjuvan-Paulu Borghetti, Frans: Jean-Paul Borghetti, Talasani, 23 juni 1816 - Bastia, 4 november 1897) is een Corsicaans schrijver, dichter en politicus. Hij wordt beschreven als "een van de grootste Corsicaanse dichters die in het Italiaans schreef", en "een van de meest briljante Corsicaanse intellectuelen van de negentiende eeuw".

## Oorsprong en jeugd
Gian Paolo Borghetti werd geboren in Talasani, Corsica op 23 juni 1816 als lid van een van de meest illustere families van de regio Tavagna, waarvan de leden, die familiebanden hadden met Luiggi Giafferi, zich vooral hadden onderscheiden in de regeerperiode van koning Theodoor en in de tijd van Pasquale Paoli. Hij studeerde geneeskunde in Pisa tussen 1835 en 1839, en keerde na het behalen van zijn kwalificatie terug naar Corsica. In 1841 schreef hij zich in bij de Franse marine als scheepschirurg en in deze functie reisde hij door de Middellandse Zee en Atlantische Oceaan tot aan het begin van 1848.

## Politieke carrière
Bij de aankondiging van de Februarirevolutie nam hij ontslag en vestigde hij zich in Bastia, waar hij in de politiek ging. Borghetti was een groot bewonderaar van Lamartine, en sterk beïnvloed door diens boek Histoire des Girondins. In de eerste verkiezingen onder het algemeen kiesrecht (voor mannen) op 13 en 14 mei 1849 werd hij verkozen tot conseiller général van zijn geboortekanton Pero-Casevecchie. Omdat hij niet iemand was die gemakkelijk bereid was compromissen te doen aan zijn eigen idealen werd hij al snel teleurgesteld toen hij zag dat politieke intriges en cliëntelisme zegevierden boven het algemeen belang. Hij liet zich vervangen als conseiller général door een van zijn vrienden, de vrederechter Octavien Renucci, die deze post tot het einde van het Tweede Franse Keizerrijk hield. Na de staatsgreep van 2 december 1851 verliet hij het openbare leven. Van 1849 tot 1870 bleef Borghetti in oppositie tegen het regime. In tegenstelling tot vele anderen in zijn positie werd hij niet in ballingschap gestuurd, maar was hij wel vaak het onderwerp van administratieve pesterijen. Na het instorten van het Tweede Franse Keizerrijk in 1870 vond Borghetti weer genade bij de autoriteiten en werd hij in Ajaccio benoemd tot stafchef van de nieuwe prefect Dumenicu Francescu Ceccaldi.

## Journalistiek
Na in 1848 te hebben bijgedragen aan het tijdschrift Progressive de la Corse (Bastia), richtte hij in het volgende jaar zijn eigen krant La Corsica op, die in het Italiaans werd geschreven om beter begrepen te worden door de bevolking. De krant oefende openlijk kritiek uit op de buitenlandse politiek van Louis Napoleon, met als resultaat dat de krant na slechts vijf nummers werd verboden.
Later werd hij hoofdredacteur van Le Golo (1869), Bulletin Officiel de la Corse (1870-1871), La République (1871-1872), La Solidarité (1879-1885), en Colombo, en stichtte hij de tijdschriften Le Républicain de la Corse (1871), Le Démocrate de la Corse (1871), en La Concorde (1880).

## Poëzie
Terwijl gedurende zijn leven zijn professionele en politieke activiteiten vaak voorrang hadden op zijn literaire werk, is Gian Paolo Borghetti voornamelijk in herinnering gebleven als een van de grootste Corsicaanse in het Italiaans schrijvende dichters.
Een groot deel van zijn poëzie is door zijn republikeinse overtuigingen geïnspireerd. In 1848 componeerde hij een canto lirico ter ere van Lamartine, van wie hij een groot bewonderaar was, en werd hij beloond met de persoonlijke dank van het hoofd van de voorlopige regering van de Tweede Republiek. In hetzelfde jaar prees hij de nieuwe Republiek in een gedicht van zes verzen, getiteld Alla Libertà, waarvan de eerste strofe voor de hand liggende analogieën presenteert met La Marseillaise, waarin hij spreekt over de bitter herwonnen vrijheid die binnenkort de andere volkeren van Europa zou bereiken, te beginnen met het buurland Italië.
Nog een belangrijke inspiratiebron was de Risorgimento. In 1859 publiceerde hij A Vittorio Emanuele II, ter ere van Victor Emmanuel II, en een van zijn belangrijkste gedichten, de 1018 verzen tellende Giuseppe Garibaldi (episodio della guerra per l'Indipendenza italiana), voor het eerst gepubliceerd in 1927, droeg op een originele manier bij tot de totstandkoming van de mythe van Garibaldi. Niet het minst op dit gebied was de compositie van een versie van Camicia rossa Garibaldina, waarvoor hij persoonlijk door Garibaldi zelf werd bedankt.
In mei 1869, om de honderdste verjaardag van de Slag bij Ponte Novu te herdenken (waarin zijn grootvader had gevochten en ernstig gewond was geraakt), publiceerde hij, in verschillende afleveringen in het Bastiase weekblad Phare de la Corse, een groot poëtisch fresco bestaande uit veertien canti, genaamd Pasquale Paoli.

## Andere activiteiten
Van 1870 tot 1871 was Borghetti departementale archivaris van Corsica en hoofdredacteur van het Bulletin Officiel de la Corse, en van 1878 tot 1894 was hij directeur Volksgezondheid in Bastia.
In december 1880 was hij ook mede-oprichter, en secretaris voor de volgende vijftien jaar, van La Societe des Sciences historiques et naturelles de la Corse.

## Politieke ideeën, filosofie en karakter
Gian Paolo Borghetti was een overtuigde republikein, en in gelijke mate geïnspireerd door de christelijke én humanistische tradities. Zijn politieke ideeën zijn die van Giuseppe Mazzini: God en het Volk, de Mensheid en de Republiek. In de eerste aflevering van La Corsica, de krant die hij in 1849 oprichtte, biedt hij zijn lezers een lange reflectie, getiteld La Repubblica e la Religione cristiana, waar hij alle overeenkomsten toont tussen de leringen van Christus en die die worden bepleit door de nieuwe Republiek.
In politiek opzicht werd hij heen en weer geslingerd tussen Italië en Frankrijk. Enerzijds had hij de wens om het eiland een deel van Frankrijk te laten blijven, maar dan wel van een Frankrijk dat zich bekeert tot het federalisme. Anderzijds ondersteunde hij het idee van een Corsica met een eigen bestuur, als onderdeel van een hypothetische "Federale Republiek van Italië". Na tijdens een groot deel van zijn leven het gebruik van de Italiaanse taal te hebben verdedigd en de vereniging van Corsica met Italië te hebben bepleit, toonde hij zich in 1870 een heftige verdediger van een Frans en Republikeins Corsica tegenover hen (Henri Rochefort en Georges Clemenceau, bijvoorbeeld) die na de Slag bij Sedan, Corsica aan Italië wilde afstaan. Wat in het leven van Borghetti echter constant was, was zijn liefde voor Corsica en zijn niet minder sterke gehechtheid aan het idee van de democratie als de enige regeringsvorm die verenigbaar is met de moderne politieke ideeën van universaliteit, vrijheid en rechtvaardigheid.
Zijn karakter is beschreven als zijnde "op hetzelfde moment impulsief en stijf, en vaak buitensporig, omdat zijn polemische stoten hard waren. Maar hij was oprecht en belangeloos, zelfs als zijn opinies extreem waren en hun expressie weinig geneigd om compromissen te sluiten." Door zijn grote populariteit in het noorden van Corsica en zijn vele nuttige politieke connecties in het zuiden, had hij bij de verkiezingen van 1849 een carrière op nationaal niveau kunnen ambiëren in plaats van zich te beperken tot de positie van de conseiller général. Na die positie bereikt te hebben had hij er gemakkelijk voor zijn eigen vooruitgang gebruik van kunnen maken, in een samenleving die zoiets niet alleen accepteerde maar verwachtte van iemand in een openbaar ambt, maar in beide gevallen koos hij het algemeen belang boven persoonlijk gewin.

## Persoonlijk leven en laatste jaren
Hij kreeg drie zonen en vijf dochters bij zijn eerste vrouw Pauline Hyacinthe Salvatelli, die stierf in 1862. Hij trouwde Delphine Louise Ciavaldini in 1878, en had nog eens drie dochters en een zoon. Al zijn zonen en vier van zijn dochters stierven tijdens zijn leven. In oktober 1868 verloor hij zijn tweede zoon Eugenio, die nauwelijks twintig jaar oud was, en dit tragische verlies inspireerde zijn gedicht In morte di mio figlio Eugenio.
In 1894 verloor Borghetti de positie als directeur van Volksgezondheid in Bastia die hij sinds 1878 had aangehouden, toen David Raynal, minister van Binnenlandse Zaken van de regering van Jean Casimir-Perier (die door de radicalen en socialisten président de la réaction werd genoemd), er zijn verbazing over uitsprak dat "de Gezondheidsdienst in Bastia was toevertrouwd aan een vijand van Frankrijk!". Voor Borghetti was dit het begin van een verschrikkelijke oude dag, die hij doorbracht aan de rand van de armoede. Hij stierf in Bastia op 4 november 1897 in volledige vergetelheid. Weinig mensen woonden zijn begrafenis bij, die gehouden werd in de kleine kapel Capannelle van Bastia.

### Poëzie
- Borghetti, Gian Paolo (1847). Il Poeta esule italiano. stamp. Fabiani, Bastia, pp. 30. Gearchiveerd op 30 juni 2014.
- Borghetti, Gian Paolo (1847). A Niccolò Tommasèo, canto di G. P. Borghetti. Fabiani, Bastia, pp. 10. Gearchiveerd op 30 juni 2014.
- Borghetti, Gian Paolo (1848). A Lamartine, Canto lirico di G. P. Borghetti. Leonetti, Bastia, pp. 16. Gearchiveerd op 30 juni 2014.
- Borghetti, Gian Paolo (1859). A Sua Maestà Vittorio Emmanuele II, re di Sardegna, ec. ec., ode di G. P. Borghetti. Fabiani, Bastia, pp. 8. Gearchiveerd op 30 juni 2014.
- Borghetti, Gian Paolo (1873). In Occasione dei sponsali del signor Filippo Marchetti colla signora Felicina Fernandi, ode di G. P. Borghetti. Fabiani, Bastia, pp. 8. Gearchiveerd op 30 juni 2014.
- Borghetti, Gian Paolo (1927). Giuseppe Garibaldi. Episodio della guerra per l’indipendenza italiana.. Raffaello Giusti (Edizioni de Il Giornale di politica e di letteratura), Livorno, pp. 44. Gearchiveerd op 30 juni 2014.
- Borghetti, Gian Paolo (1938). Pasquale Paoli: Episodio dell'ultima guerra dell'indipendenza corsa (Etude critique de Francesco Guerri). Chiappini (Edizioni di "Corsica antica e moderna"), Livorno, pp. 99. Gearchiveerd op 30 juni 2014.

### Andere teksten
- Étude sur la Corse in het tijdschrift L‘Aigle Corse (Ollagnier, Bastia), vanaf N°39 (15 février 1867)
- Le Cinq Mai, étude historique sur Napoléon in het tijdschrift L‘Aigle Corse (Ollagnier, Bastia), vanaf 15 mei 1868
- Borghetti, Gian Paolo (1870). La Corse et ses détracteurs. Ollagnier, Bastia, pp. 48.
- Borghetti, Gian Paolo (1878). Le Bonapartisme dévoilé, ou Pages d’Histoire Contemporaine, Bastia, pp. 80.

### Niet-gepubliceerde werken
- Souvenirs ou Histoire de deux ans passés en Italie (1833-1835), roman.
- Poésie varié anacréontique (1834-1837).
- Amore, gloria e sventura (onderwerp uit de geschiedenis van Corsica).
- Ubaldo, poema epico (onderwerp geïnspireerd door de geschiedenis van Aleria).
- Sampiero Corso, poema eroico.
- Inno di guerra dei corsi.
- (Gedichten in het Italiaans: Le voce interne. Ore perdute. La Musa. Ode a l’amicizia).

Twee gedichten, een krantenartikel en extracten van La Corse et ses détracteurs zijn opgenomen in "Anthologie des écrivains corses" van Hyacinthe Yvia-Croce, Editions Cyrnos et Méditerranée, Ajaccio, 1987, deel 2, (pp. 68–76).